# Little Nightmares
Little Nightmares là một trò chơi phiêu lưu kinh dị có đồ họa platform kết hợp với yếu tố giải đố được phát triển bởi Tarsier Studios và phát hành bởi Bandai Namco Entertainment cho các hệ máy Windows, PlayStation 4 và Xbox One vào tháng 4 năm 2017. Phiên bản Nintendo Switch được phát hành vào tháng 5 năm 2018, theo sau đó là phiên bản Google Stadia vào tháng 6 năm 2020 và phiên bản di động được phát hành vào ngày 12 tháng 12 năm 2o23 bởi nhà phát hành Playdigious. Lấy bối cảnh trong một thế giới bí ẩn, Little Nightmares theo chân cuộc hành trình của Six, một cô bé đói khát phải thoát khỏi "the Maw" - một con tàu ngầm đồng thời cũng là nơi sinh sống của những sinh vật xoắn quái dị. 
Tựa game nhận được những đánh giá tích cực về bầu không khí trong trò chơi cùng với thiết kế đồ họa và âm thanh khi vừa được phát hành. Một phần tiền truyện, Little Nightmares II, được phát hành vào tháng 2 năm 2021, phần thứ ba của series, Little Nightmares III đang được phát triển bởi Supermassive Games và dự kiến sẽ ra mắt vào ngày 10 tháng 10 năm 2025. Một phiên bản nâng cấp với tựa đề Little Nightmares Enhanced Edition được lên kế hoạch phát hành vào ngày 10 tháng 10 năm 2025.

## Lối chơi
Little Nightmares có góc nhìn 2.5D. Trong trò chơi, người chơi sẽ di chuyển trong một thế giới với các bối cảnh khác nhau, người chơi cũng cần phải giải các câu đố để có thể tiếp tục. Nhân vật trong trò chơi sẽ không có khả năng chiến đấu; vì vậy, người chơi cần phải di chuyển một cách thận trọng và dựa vào môi trường xung quanh để ẩn nấp khỏi các loài sinh vật. Trong một vài trường hợp, người chơi sẽ được cung cấp các vật dụng cho họ chút lợi thế để phản kháng lại.

## Cốt truyện
Six, một cô bé chín tuổi mặc áo mưa màu vàng, cô tỉnh dậy sau khi mơ về một người phụ nữ mặc kimono và đeo mặt nạ Noh. Mang trong mình một chiếc bật lửa, cô lén lút di chuyển qua các khu vực sâu nhất của the Maw – một con tàu sắt khổng lồ chìm dưới nước. Trong suốt quãng thời gian bên trong the Maw, cô gặp những sinh vật nhỏ bé nhút nhát gọi là Nome, chúng bỏ chạy hoặc thụ động quan sát cô. Trong the Prison, nơi giam giữ những đứa trẻ bị bắt, Six phải né tránh những con đỉa đói khát ẩn nấp dưới sâu và những con mắt nhân tạo có khả năng biến cô thành đá nếu bị ánh sáng của chúng chiếu vào. Cô thường xuyên bị những cơn đói hành hạ; mỗi lần ăn, một bóng hình đen nhấp nháy của chính cô lại xuất hiện. Sau khi ăn miếng thịt sót lại trong lồng, Six bị bắt bởi the Janitor mù với hai cánh tay dài quái dị. Cô trốn thoát được nhưng không có ý định giúp đỡ những đứa trẻ bị bắt khác. Six rơi vào căn phòng chất đầy giày và né tránh sinh vật vô hình đang di chuyển bên dưới. The Janitor cuối cùng cũng dồn được Six vào góc tường nhưng cô đã dùng cánh cửa sập để chặt đứt cánh tay hắn.
Six lại bị cơn đói dày vò, cô buộc phải ăn một con chuột còn sống. Cô đi đến the Kitchen, nơi những đứa trẻ bị bọc trong giấy gói thịt đang được đưa tới. Tại đây, the Twin Chefs dị dạng đang chuẩn bị một bữa tiệc và cô trốn thoát được qua khu vực này. Six tìm đường đi ra bên ngoài the Maw. Cô mở cửa, bám lên dây xích và trèo lên phía trên. Tại đây cô chứng kiến những the Guest mặc vest mập mạp đang tiến vào the Maw từ một con tàu khác. Họ ì ạch bước vào the Guest Area được trang trí theo phong cách Nhật Bản để thưởng thức bữa ăn. Bữa tiệc được giám sát bởi the Lady, người phụ nữ bí ẩn xuất hiện trong giấc mơ của Six, chủ nhân đeo mặt nạ của the Maw. Khi cơn đói lại ập đến, một Nome đưa cho Six xúc xích. Nhưng thay vì nhận, Six lại ăn thịt chính Nome đó.
Six theo chân the Lady đến the Lady's Quaters, nơi rải đầy những mảnh gương bị vỡ. Khi bị truy đuổi, Six tìm thấy một chiếc gương còn nguyên vẹn và sử dụng nó để chống trả lại. Khi thấy hình ảnh phản chiếu của chính mình, the Lady đau đớn và dần suy yếu. Bà ta nằm bất lực xuống sàn, khi đó Six trải qua cơn đói cuối cùng, cô cắn cổ the Lady, giết chết và hấp thụ ma thuật của bà ta. Six trở lại the Guest Area với ánh hào quang đen bao quanh. Một số vị khách cố gắng ăn thịt cô bị hút cạn sự sống ngay lập tức bởi sức mạnh mới. Six bước qua cánh cửa, leo lên cầu thang và đi ra ánh sáng mặt trời, trong khi tất cả những Nome cô từng ôm tập trung trước cửa.
Trong cảnh hậu danh đề, Six đứng chờ ở lối vào the Maw trong khi tiếng còi tàu vang lên từ phía xa.

### Cốt truyện DLC

#### Secrets of the Maw
Bộ ba cấp độ DLC cung cấp "góc nhìn khác về cuộc phiêu lưu của Six" đã được lên kế hoạch. Bản đầu tiên được phát hành vào tháng 7 năm 2017, bản thứ hai vào tháng 11 năm 2017 và bản cuối cùng vào tháng 2 năm 2018. Các cấp độ tập trung nhiều hơn vào giải đố thay vì di cảnh, đồng thời giải thích các yếu tố chưa được tiết lộ trong cốt truyện.

#### The Depths
Một cậu bé được biết đến đến là the Runaway Kid tỉnh dậy sau một cơn ác mộng về việc cậu bơi trong bóng tối trước khi bị kéo dưới nước. Sau khi rời khỏi the Nursery, cậu đi theo một cô gái cũng đang chạy trốn nhưng sau đó đã biến mất. Cô để lại chiếc đèn pin và the Runaway Kid mang theo nó.
Runaway Kid rơi xuống the Depths của the Maw, nơi bị ngập lụt nặng nề. Cậu phải tránh Đỉa và băng qua bằng cách nhảy lên các bệ nổi. The Depths là nơi cư ngụ của the Granny, người bơi dưới nước và cố gắng tóm lấy the Runaway Kid bằng cách va vào và phá hủy các bệ mà cậu đứng hoặc tóm lấy cậu nếu cậu ở dưới nước quá lâu. Sau khi đẩy chiếc tivi đang cắm điện xuống nước để giật điện và giết the Granny, the Runaway Kid rời khỏi the Depths nhưng bị the Janitor bắt lại. Cảnh cuối cho thấy the Runaway Kid trong một cái lồng bên cạnh những đứa trẻ bị mắc kẹt khác, bao gồm cả Six. The Janitor kéo lồng của the Runaway Kid đi, song song với câu chuyện của Six ngay trước khi cô tỉnh dậy trong lồng của mình.

#### The Hideaway[p]
Được bọc trong giấy gói thịt và bị treo lên bằng móc để đưa lên the Kitchen, the Runaway Kid đã giãy thoát và rơi xuống một khu vực mới trong the Maw, cậu tìm thấy một phòng động cơ nơi những con Nome đang ném than vào lò. Sau khi trốn khỏi the Janitor, cậu lợi dụng đám Nome để tăng công suất hoạt động của lò. Thang máy xô trong phòng động cơ hoạt động trở lại và đưa the Runaway Kid lên một phòng lò nơi có nhiều Nome khác tụ tập, bóng của chúng in lên tường dưới ánh lửa trông như những đứa trẻ. Sau khi rời đi, cậu bất ngờ thấy mình đứng trên một chiếc thang máy đang lên, nơi có sự hiện diện của the Lady.

#### The Residence
The Runaway Kid đột nhập vào the Residence của the Lady. Sau khi giải một loạt câu đố để tìm ba bức tượng bị mất tích và đối mặt với the Shadow Children, cậu thấy the Lady đang ngắm mình trong gương – khuôn mặt không đeo mặt nạ phản chiếu trong gương trông ghê rợn và biến dạng. The Lady phát hiện sự hiện diện của the Runaway Kid và biến cậu ta thành Nome. Sau đó, cậu lần mò vào khu vực the Guest Area và căn phòng có xúc xích trong câu chuyện của Six. Chuơng truyện kết thúc với cảnh the Runaway Kid đứng bên chiếc xúc xích, ngụ ý rằng cậu chính là Nome bị Six ăn thịt. Khi phần credit của Secrets of the Maw hiện ra, nó cho thấy toàn bộ câu chuyện được chiếu trên một chiếc TV, trên màn hình xuất hiện một bóng người gợi nhớ đến the Thin Man.

## Phát triển
Thông qua trò chơi, đội ngũ phát triển mong muốn khám phá những "khía cạnh cùng cực nhất" của tuổi thơ. Bối cảnh của trò chơi, the Maw, được tạo ra như một tác phẩm nghệ thuật khái niệm "nơi tất cả những thứ tồi tệ nhất trên thế giới có thể bị thối rữa". Để phù hợp với chủ đề tuổi thơ, nhóm đã cố tình không tạo ra một nhân vật chính mạnh mẽ. Trong khi lối chơi được mô tả là theo lối lén lút, đội ngũ gọi thích cách gọi nó là "trốn tìm" vì cảm thấy thuật ngữ "lén lút" cũng gợi lên cảm giác về một nhân vật được trao sức mạnh.
Trò chơi ban đầu được Tarsier Studios công bố vào tháng 5 năm 2014 với tựa đề Hunger nhưng chưa xác định nhà xuất bản để phát hành trên PlayStation 4. Sau một đoạn teaser trailer vào tháng 2 năm 2015, dự án gần như im lặng cho tới tháng 8 năm 2016 khi Bandai Namco Entertainment thông báo rằng họ đã ký thỏa thuận phát hành toàn cầu với Tarsier cho dự án, lúc này được đổi tên thành Little Nightmares. Nhóm phát triển quyết định thay đổi tên để tránh nhầm lẫn với series The Hunger Games và giúp người chơi dễ tìm kiếm hơn.

## Đón nhận
Theo trang tổng hợp đánh giá trò chơi điện tử Metacritic, Little Nightmares nhận được đánh giá "nói chung là tích cực" từ giới phê bình.
Cory Arnold nhận xét trên Destructoid rằng "Little Nightmares đã mê hoặc tôi bằng sự căng thẳng luôn hiện hữu" và chấm điểm 8,5/10. Jonathan Leack từ Game Revolution cho điểm 3/5 sao và nhận định "Little Nightmares dường như mang một ý nghĩa kép. Một mặt, lối chơi là một cơn ác mộng, liên tục thử thách sự kiên nhẫn và ý chí của người chơi. Mặt khác, bầu không khí và thiết kế âm thanh đáng sợ theo cách mà người hâm mộ thể loại kinh dị sẽ đánh giá cao. Có rất nhiều điều để thích và không thích nhưng khi nói đến nó, Little Nightmares đã thành công khi giữ lời hứa rằng nó sẽ một trò chơi kinh dị thú vị không giống bất cứ thứ gì khác".
Sam Prell từ GamesRadar+ chấm 4 trên 5 sao và viết rằng "Mặc dù tựa game đôi khi còn vụng về về mặt cơ chế nhưng về mặt nghệ thuật, Little Nightmares có thể khiến bạn khó chịu đôi chút nhưng hình ảnh của nó sẽ đọng lại trong tâm trí bạn mãi không phai". Joe Skrebels cho điểm là 8,8/10 trên IGN và nhận xét trò chơi "Vui vẻ một cách kỳ lạ, dữ dội không ngừng và thông minh một cách tinh tế, Little Nightmares là một góc nhìn mới mẻ đáng chào đón trong thể loại kinh dị". "Một tựa game platformer tương đối ổn nhưng lại là tác phẩm kinh dị giàu trí tưởng tượng, Little Nightmares đáng chơi nhờ loạt hình ảnh ám ảnh" là kết luận của Samuel Roberts trên PC Gamer với số điểm là 78/100.
Whitney Reynolds cho Little Nightmares số điểm là 8,5/10 trên Polygon với sự đồng tình: "Little Nightmares len lỏi vào giấc mơ của tôi vì nó đủ sáng sủa, đủ an toàn để khiến tôi hạ cảnh giác. Trò chơi không phải lúc nào cũng cân bằng tốt những yếu tố cơ bản trong thiết kế, nhưng khi màn đêm buông xuống, nó khiến tôi nhớ ra rằng bản thân mình cũng chỉ là một sinh vật nhỏ bé trong thế giới đầy hiểm nguy. Và rằng những con quái vật với cánh tay dài ngoằng thật sự rất, rất đáng sợ". Alice Bell từ VideoGamer.com cho điểm 9/10, nhận định rằng "Little Nightmares đáng sợ theo cách khiến bạn rùng mình. Theo cách thì thầm vào tai bạn rằng bạn sẽ không ngủ ngon đêm nay. Little Nightmares lấy đi những nỗi sợ thời thơ ấu và nhắc bạn rằng bạn vẫn còn khiếp đảm chúng đến tận bây giờ".
Eurogamer xếp hạng trò chơi ở vị trí thứ 28 trong danh sách "50 trò chơi hay nhất năm 2017", và GamesRadar+ xếp nó vào hạng 20 trong danh sách 25 trò chơi hay nhất năm 2017 còn Polygon đặt trò chơi ở vị trí 27 trong danh sách những tựa game hay nhất năm 2017 của họ. Trò chơi được đề cử cho giải "Platformer hay nhất" (Best Platformer) và "Thiết kế nghệ thuật xuất sắc nhất" (Best Art Direction) trong Giải thưởng xuất sắc nhất năm 2017 (Best of 2017 Awards) của IGN.

### Doanh số bán hàng
Trò chơi ra mắt ở vị trí thứ 4 trên bảng xếp hạng doanh số toàn định dạng ấn phẩm tại Vương quốc Anh trong tuần đầu tiên ra mắt. Phiên bản Complete Edition đã bán được 12.817 bản trong tuần đầu tại Nhật Bản, đứng ở vị trí thứ 15 trên bảng xếp hạng doanh số toàn định dạng. Tính đến tháng 8 năm 2018, trò chơi đã bán được hơn một triệu bản trên tất cả các nền tảng. Đến tháng 5 năm 2020, Bandai Namco thông báo rằng đã có hơn 2 triệu bản được bán ra.

### Giải thưởng
| Năm  | Giải thưởng                 | Hạng mục                                 | Kểt quả   | Ref.          |
| ---- | --------------------------- | ---------------------------------------- | --------- | ------------- |
| 2016 | Gamescom 2016               | Indie Award                              | Đoạt giải | [ 33 ]        |
| 2017 | Develop Awards              | New Games IP                             | Đề cử     | [ 34 ]        |
| 2017 | Golden Joystick Awards      | Best Visual Design                       | Đề cử     | [ 35 ]        |
| 2017 | Golden Joystick Awards      | Best Audio                               | Đề cử     | [ 35 ]        |
| 2018 | 21st Annual D.I.C.E. Awards | Outstanding Achievement in Art Direction | Đề cử     | [ 36 ] [ 37 ] |
| 2018 | Emotional Games Awards 2018 | Best Emotional Music                     | Đề cử     | [ 38 ]        |
| 2018 | NAVGTR Awards               | Animation, Artistic                      | Đề cử     | [ 39 ] [ 40 ] |
| 2018 | NAVGTR Awards               | Art Direction, Contemporary              | Đề cử     | [ 39 ] [ 40 ] |
| 2018 | NAVGTR Awards               | Game Design, New IP                      | Đề cử     | [ 39 ] [ 40 ] |
| 2018 | NAVGTR Awards               | Lighting/Texturing                       | Đề cử     | [ 39 ] [ 40 ] |
| 2018 | NAVGTR Awards               | Original Dramatic Score, New IP          | Đề cử     | [ 39 ] [ 40 ] |
| 2018 | NAVGTR Awards               | Use of Sound, New IP                     | Đề cử     | [ 39 ] [ 40 ] |

## Di sản

### Phần tiếp theo
Về phần tiếp theo, Tarsier Studios cho biết họ có nhiều ý tưởng muốn khám phá thêm. Tại Gamescom 2019, Little Nightmares II đã được công bố và được dự kiến phát hành năm 2020. Trò chơi giới thiệu nhân vật người chơi mới tên là Mono, với Six trở lại như một nhân vật được điều khiển bằng máy tính và cốt truyện diễn ra trước các sự kiện của Little Nightmares. Phần tiền truyện được phát hành vào ngày 11 tháng 2 năm 2021.
Mặc dù Tarsier Studios từng tuyên bố rằng Little Nightmares II sẽ là phần cuối của series, Bandai Namco Entertainment bày tỏ sự quan tâm đến việc tiếp tục loạt trò chơi dưới một hình thức nào đó vì họ coi Little Nightmares là một "IP chủ lực". Vào tháng 8 năm 2023, Little Nightmares III, giờ đây do Supermassive Games phát triển, đã được công bố tại Gamescom. Ban đầu dự kiến phát hành năm 2024 nhưng sau đó đã lùi lại sang 2025. Sáu tập podcast hư cấu có tên "The Sounds of Nightmares" cũng đã được phát hành trên kênh YouTube của Bandai Namco Europe.
Vào tháng 8 năm 2022, Bandai Namco hợp tác với Playdigious để phát hành phiên bản di động trên iOS và Android vào mùa đông. Các phiên bản này chính thức ra mắt vào ngày 13 tháng 12 năm 2023.

### Ứng dụng dành cho điện thoại
Một ứng dụng di động có tên Very Little Nightmares đã được công bố vào tháng 4 năm 2019 và được phát hành vào tháng 5 năm 2019 trên iOS. Câu chuyện diễn ra như một phần tiền truyện của Little Nightmares và Little Nightmares II.

### Chương trình truyền hình
Vào năm 2017, Dmitri M. Johnson và Stephan Bugaj của DJ2 Entertainment thông báo rằng họ sẽ sản xuất một bộ phim truyền hình chuyển thể từ Little Nightmares. Loạt phim cũng sẽ có sự tham gia của Anthony và Joe Russo, bộ phim sẽ được đạo diễn bởi Henry Selick.

### Truyện tranh
Little Nightmares có một truyện tranh liên quan đến bốn vấn đề, truyện được viết bởi John Shackleford và minh họa bởi Aaron Alexovitch, xuất bản bởi Titan Comics. Hai ấn phẩm khác đã được phát hành dưới dạng bản cứng và bản kỹ thuật số nhưng hai ấn bản cuối cùng bị hủy bỏ. Một cuốn graphic novel bìa cứng của hai số đầu tiên đã được phát hành vào cuối tháng 10 năm 2017. Một loạt truyện tranh kinh dị mới, Little Nightmares: Descent to Nowhere, được dự kiến ra mắt hằng tháng bắt đầu từ tháng 10 năm 2025 và kết thúc vào tháng 1 nwam 2026. Bộ truyện sẽ đi sâu hơn vào vũ trụ của Little Nightmares.